# Linha 10 (Metro de Madrid)

Linha 10 - Azul

Linha 10 - Azul

A Linha 10 do Metro de Madrid percorre sua área metropolitana do norte de Madrid (San Sebastián de los Reyes) ao sudoeste (Alcorcón), sendo a única que possui ambas as estações terminais fora da área municipal da capital.
Foi inaugurada em 1º de fevereiro de 1961. Sofreu várias expansões, sendo que a última ocorreu em 26 de abril de 2007, quando foram abertas 11 novas estações. Atualmente a  Linha 10 conta com 31 estações, inclusive com um trecho aonde os trens correm a céu aberto.

## Ligação externa
- Página oficial do Metro de Madrid